# Shanghai SH760
La Shanghai SH760 est une voiture produite en Chine de 1964 à 1991 principalement pour les responsables gouvernementaux pas suffisamment importants pour justifier une FAW Hongqi CA72. Cette voiture s'est inspirée de modèles des années 1950, telle la Mercedes-Benz 180 «Ponton». Différentes lignes avant et arrière ont été imaginées, mais la cellule centrale est restée inchangée.

## Histoire
Automobile Shanghai a produit sa première voiture sur la ligne d'assemblage le 28 septembre 1958, appelé Feng Huang (Phoenix en Français). Il était mécaniquement basé sur la FSO Warszawa de 1957, mais le carrosserie s'inspirait de la Plymouth Belvedere de 1955. C'était aussi la première voiture de série produite en Chine. Seuls quelques rares berlines Phoenix ont été produites entre cette date et 1960. Les modèles Phoenix se distinguent par des phares ronds et des ailerons à l'arrière.
En 1964, le Phoenix a changé son nom à Shanghai SH760, et a été fortement révisé. La voiture était désormais fortement inspirée de la Mercedes-Benz 180, au lieu de la FSO Warszawa, et cela concernait non seulement la mécanique, mais la carrosserie a également adopté certains éléments de style de la Mercedes-Benz 180. Ainsi, la production de masse a commencé en 1965. En 1968, le SH760 a subi une série de mises à jour cosmétiques  et devient SH760A et en 1974 elle devient SH760B. Le SH760 finale a été produite le 25 novembre 1991, après un cycle de production totale de 79 526 voitures. La production a atteint un sommet en 1984 à environ 6 000 unités. Le SH760 était propulsée par un six cylindres en ligne 2,2 litres développant 90 ch (67 kW, 91 ch) et couplé à une boîte manuelle à 4 vitesses. Comme pour de nombreux autres aspects de la voiture, cela a également été copié de la Mercedes-Benz 180.

## Révisions ultérieures
En 1974, le SH760A a été lancé. Il s'agissait d'une refonte complète du SH760 avec un design de devant et de derrière plus moderne, remplaçant le style des années 1950 du SH760, bien que la section centrale soit toujours basée sur le même modèle de Mercedes-Benz. L'architecture de la motorisation a été conservée du SH760. La climatisation a été développée et approuvée en 1983, mais elle n'était pas disponible avant 1988 avec le SH760B.La production a continué jusqu'en 1989 avec environ 49 000 unités produites.
Le développement de la SH760B, remplaçante de la SH760A, fut achevé en 1980, mais la voiture et son nouveau moteur ne furent disponibles qu'en 1988, après avoir passé les tests d'évaluation en 1987. La SH760B était propulsée par le Jinfeng 682Q, une nouvelle version 2,3 litres plus grande de la 680Q développant 100 chevaux. Le modèle est vendu avec la SH760A.
Deux versions étaient disponibles : l'une était la SH760A, mais avec une calandre en plastique noir, tandis que l'autre comportait des garnitures, des pare-chocs, des feux arrière (légèrement modifiés), un volant, des rétroviseurs, des jantes, des éléments de garniture intérieure et même des pièces de châssis directement issus de la Volkswagen Santana, bien que cela soit en contradiction directe avec le contrat de Shanghai avec Volkswagen. La SH760B fut produite jusqu'en 1989 aux côtés de la SH760A.
En 1989, le système de désignation automobile chinois a changé et les SH760A et SH760B ont été respectivement rebaptisés SH7221 et SH7231, tout en restant identiques aux modèles précédents.
La production a pris fin le 25 novembre 1991, après une production totale de 79 526 véhicules. La production a culminé en 1984 avec environ 6 000 unités.
Le SH760 a servi de base à un cabriolet quatre portes, à un pick-up trois portes de 1991 à 1994 et à un break cinq portes. Peu de ces dérivés, pour la plupart fabriqués à la main, ont été produits.
Un remplaçant au SH760 fut proposé dès 1966 avec le SH763, suivi du SH762 en 1967. Les deux modèles utilisaient le même moteur que le SH760. En 1974, le SH771 fut développé comme remplaçant potentiel du SH760.
Le SH771 était basé sur une Mercedes-Benz Classe S (W116) de 1972, avec des lignes avant et arrière différentes, bien que l'arrière ressemble à celui du W116.
Contrairement au SH760, le SH771 utilisait le V8 de 5,6 litres du Hongqi Red Flag CA72. Jamais produit, seulement 30 SH771 furent construits et utilisés pour des essais jusqu'en 1978. Pékin n'approuva pas la production à grande échelle du SH771.
Un troisième remplaçant potentiel du SH760, le SH761, fut développé dans les années 1980 comme voiture de parade décapotable.

## Motorisations
2,2 l 6 cylindres de  90 ch 
2,2 l 6 cylindres de 140 ch (uniquement sur la Feng Huang)